# Rhabdogaster sinis
Rhabdogaster sinis là một loài ruồi trong họ Asilidae. Rhabdogaster sinis được Londt miêu tả năm 2006. Loài này phân bố ở vùng nhiệt đới châu Phi.